# Rhodochlora exquisita
Rhodochlora exquisita là một loài bướm đêm trong họ Geometridae.